# Рожанівка (зупинний пункт)
Рожа́нівка — пасажирський залізничний зупинний пункт Тернопільської дирекції Львівської залізниці на неелектрифікованій лінії Біла-Чортківська — Стефанешти між станціями Товсте (3 км) та Торське (25 км). Розташований в селі Рожанівка Чортківського району Тернопільської області.

## Пасажирське сполучення
Станом на травень 2019 року щоденно курсували дві пари приміських поїздів сполученням Заліщики — Тернопіль. Наразі пасажирське сполучення припинено на невизначений термін.